# Élections législatives koweïtiennes de 2013
Les élections législatives koweïtiennes de 2013 se sont déroulées le 27 juillet 2013,.